# 19 tháng 12
Ngày 19 tháng 12 là ngày thứ 353 (354 trong năm nhuận) trong lịch Gregory. Còn 12 ngày trong năm.

## Sự kiện
- 211 – Đồng hoàng đế La Mã Publius Septimius Geta bị anh là Đồng hoàng đế Caracalla ám sát.
- 324 – Licinius thoái vị Hoàng đế La Mã.
- 930 – Mã Hy Thanh tập vị cai trị nước Sở, tuyên bố bỏ 'kiến quốc', phục phép chế 'trấn', tức ngày Bính Tuất (27) tháng 11 năm Canh Dần.
- 1154 – Henry II tiến hành lễ đăng quang quốc vương Anh tại Tu viện Westminster, Luân Đôn.
- 1916 – Chiến tranh thế giới thứ nhất: Trận Verdun kết thúc với việc Quân đội Pháp giành chiến thắng trước Quân đội Đức song phải chịu thiệt hại nặng nề.
- 1946 – Chiến tranh Đông Dương chính thức bùng nổ, Hồ Chí Minh viết lời kêu gọi toàn quốc kháng chiến.
- 1961– Ấn Độ thôn tính Daman và Diu, một phần của Ấn Độ thuộc Bồ Đào Nha.
- 1963 – Zanzibar giành được độc lập từ Anh Quốc, trở thành một quốc gia quân chủ lập hiến dưới quyền cai trị của Sultan Jamshid bin Abdullah.
- 1980 – Thông tấn xã Yonhap được thành lập, hiện là thông tấn xã lớn nhất của Hàn Quốc.
- 1984 – Tuyên bố chung Trung-Anh được ký kết tại Bắc Kinh giữa Đặng Tiểu Bình và Margaret Thatcher, nói rằng Cộng hòa Nhân dân Trung Hoa sẽ khôi phục quyền chủ quyền đối với Hồng Kông và việc Anh Quốc hoàn trả Hồng Kông cho Trung Quốc có hiệu lực từ ngày 1 tháng 7 năm 1997.
- 1986 – Nhà lãnh đạo Liên Xô Mikhail Sergeyevich Gorbachyov giải thoát Andrei Dmitrievich Sakharov và vợ khỏi hình phạt Lưu đày tại Nizhny Novgorod.
- 1991 - Cộng hòa Serbia Krajina tuyên bố thành lập trên lãnh thổ Croatia[1] (bị xóa sổ năm 1995)
- 1997 – Chuyến bay 185 của SilkAir rơi xuống sông Musi trên đảo Sumatra ở Indonesia, khiến 104 người thiệt mạng.
- 1998 – Tổng thống Bill Clinton bị Hạ viện Hoa Kỳ luận tội, trở thành Tổng thống Hoa Kỳ thứ nhì bị luận tội trong lịch sử.
- 2012 – Park Geun-hye trở thành người phụ nữ đầu tiên được bầu làm Tổng thống Hàn Quốc.

## Ngày sinh
- 1594 – Gustav II Adolf, quốc vương của Thụy Điển, tức 9 tháng 12 theo lịch Julius (m. 1632)
- 1742 – Carl Wilhelm Scheele, nhà hóa dược học người Thụy Điển, tức 9 tháng 12 theo lịch Julius (m. 1786)
- 1778 – Marie-Thérèse-Charlotte, công chúa, công tước phu nhân người Pháp (m. 1851)
- 1852 – Albert Abraham Michelson, nhà vật lý học người Mỹ gốc Phổ, đoạt giải Nobel (m. 1931)
- 1893 – Nguyễn Háo Vĩnh, nhà báo, nhà văn và doanh nhân người Việt Nam (m. 1941)
- 1896 – Vũ Đình Long, nhà viết kịch người Việt Nam (m. 1960)
- 1903 – George Davis Snell, nhà di truyền học người Mỹ, đoạt giải Nobel (m. 1996)
- 1906 – Leonid Brezhnev, lãnh tụ người Liên Xô, tức 6 tháng 12 theo lịch Julius (m. 1982)
- 1915 – Édith Piaf, ca sĩ, nữ diễn viên người Pháp (m. 1963)
- 1921 – Ngô Học Khiêm, nhà ngoại giao người Trung Quốc (m. 2008)
- 1929 – Lorenzo Buffon, thủ môn bóng đá người Ý
- 1934 – Pratibha Patil, chính trị gia người Ấn Độ, Tổng thống thứ 12 của Ấn Độ
- 1936 – Kim Woo Choong, doanh nhân người Hàn Quốc, sáng lập Daewoo
- 1938 – Karel Svoboda, nhà soạn nhạc người Tiệp Khắc và Séc (m. 2007)
- 1939 – Vũ Mão, chính khách, nhà thơ, nhạc sĩ người Việt Nam
- 1941 – Lee Myung-bak, chính trị gia người Hàn Quốc, Tổng thống thứ 10 của Hàn Quốc
- 1949 – Phùng Thị Lệ Lý, nhà văn người Mỹ gốc Việt
- 1957 – 
  - Bế Xuân Trường, tướng lĩnh người Việt Nam
  - Phạm Nhuệ Giang, đạo diễn người Việt Nam
- 1961 – Eric Allin Cornell, nhà vật lý học người Mỹ, đoạt giải Nobel
- 1963 – Jennifer Beals, diễn viên người Mỹ
- 1964 – Béatrice Dalle, diễn viên người Pháp
- 1967 – Criss Angel, ảo thuật gia người Mỹ
- 1972 – Alyssa Milano, diễn viên và ca sĩ người Mỹ
- 1979 – Paola Rey, diễn viên người Colombia
- 1980 – Jake Gyllenhaal, diễn viên người Mỹ
- 1985 – 
  - Gary Cahill, cầu thủ bóng đá người Anh
  - Tadanari Lee, cầu thủ bóng đá người Nhật Bản gốc Hàn Quốc
- 1986 – Ryan Babel, cầu thủ bóng đá người Hà Lan
- 1987 – Karim Benzema, cầu thủ bóng đá người Pháp
- 1988 – 
  - Alexis Sánchez, cầu thủ bóng đá người Chile
  - Kim Tiểu Phương, ca sĩ người Việt Nam
- 1989 – Yong Jun-hyung, ca sĩ và diễn viên người Hàn Quốc nhóm Highlight
- 1991 – Declan Galbraith, ca sĩ người Anh

## Ngày mất
- 211  – Publius Septimius Geta, Hoàng đế La Mã (s. 189)
- 401  – Giáo hoàng Anastasiô I
- 1111 – Al-Ghazali, triết gia Hồi giáo (s. 1058)
- 1370 – Giáo hoàng Urbanô V (s. 1310)
- 1741 – Vitus Bering, nhà thám hiểm người Đan Mạch-Nga (s. 1681)
- 1848 – Emily Brontë, tác gia người Anh (s. 1818)
- 1851 – Joseph Mallord William Turner, họa sĩ người Anh (s. 1775)
- 1915 – Alois Alzheimer, nhà nghiên cứu thần kinh học người Đức (s. 1864)
- 1929 – Nguyễn Sĩ Sách, nhà hoạt động chính trị người Việt Nam (s. 1907)
- 1945 – Nguyễn Hữu Thị Nga, phong hiệu Huyền phi, cung phi của vua Thành Thái (s. 1881).
- 1953 – Robert Millikan, nhà vật lý học người Mỹ, đoạt giải Nobel (s. 1868)
- 1975 – Kitani Minoru, kỳ sĩ cờ vây người Nhật Bản (s. 1909)
- 1989 – Henry Per-Erik Theel, ca sĩ người Phần Lan (s. 1917)
- 1992 – Yahya Kanu, nguyên thủ quốc gia, Sierra Leone một ngày.[2]
- 1996 – Marcello Mastroianni, diễn viên người Ý (s. 1924)
- 2000 – Son Sann, chính khách người Campuchia (s. 1911)
- 2004 – Herbert C. Brown, nhà hóa học người Anh-Mỹ, đoạt giải Nobel (s. 1912)
- 2009 – Kim Peek, nhà thông thái người Mỹ (s. 1951)
- 2012 – Duy Quang, ca sĩ, nhạc sĩ người Việt Nam (s. 1950)

## Những ngày lễ và kỷ niệm
- Ngày Bác Hồ kêu gọi toàn quốc kháng chiến - Việt Nam